# Svay Angk
Svay Angk es una comuna (khum) del distrito de Svay Chrum, en la provincia de Svay Rieng, Camboya. En marzo de 2008 tenía una población estimada de 4410 habitantes.
Se encuentra ubicada al sur del país, en la llanura camboyana que se adentra al delta del Mekong en Vietnam.